# Executarea unei hotărâri judecătorești
Executarea unei hotărâri judecătorești constă în garantarea respectării acesteia, dacă este nevoie prin metode de coerciție permise de lege, inclusiv prin intervenția forțelor de lege și ordine. În cazul în care aveți câștig de cauză în instanță, dar cealaltă parte nu respectă automat hotărârea instanței, vă puteți adresa poliției sau unui executor judecătoresc, în funcție de caz, pentru ca hotărârea judecătorească să fie aplicată. Executarea privește hotărâri judecătorești, sentințe arbitrale, instrumente autentice și tranzacții judiciare învestite cu formulă executorie. Poate determina sechestrul pe bunurile unui debitor sau evacuarea unui chiriaș, de exemplu. În principiu, o hotărâre judecătorească poate fi executată doar în statul în care a fost pronunțată. Executarea în străinătate necesită procedura exequatur sau cea de înregistrare.